# Vals (Ausztria)
Vals település Ausztriában, Tirolban az Innsbrucki járásban található. Területe 48,7 km², lakosainak száma 544 fő, népsűrűsége pedig 11 fő/km² (2014. január 1-jén). A település 1129 méteres tengerszint feletti magasságban helyezkedik el.
2017. december 24-én hegyomlás miatt a település egy időre közúton megközelíthetetlenné vált. Sérültek nem voltak a hegyomlás következtében.

## Fordítás
- Ez a szócikk részben vagy egészben  a   Vals, Tyrol című angol Wikipédia-szócikk ezen változatának fordításán alapul.  Az eredeti cikk szerkesztőit annak laptörténete sorolja fel. Ez a jelzés csupán a megfogalmazás eredetét és a szerzői jogokat jelzi, nem szolgál a cikkben szereplő információk forrásmegjelöléseként.